# Łucja Pak Hŭi-sun
Łucja Pak Hŭi-sun (ko. 박희순 루치아) (ur. 1801 w Korei, zm. 24 maja 1839 w Seulu) – koreańska męczennica, święta Kościoła katolickiego.

## Życiorys
Łucja Pak Hŭi-sun pochodziła z zamożnej rodziny. Była uważana za piękną i w młodym wieku została damą dworu królowej. Była mądra, zdolna i szybko awansowała. Potrafiła pisać po koreańsku i chińsku. Z drugiej strony jej uroda była źródłem problemów. Gdy miała 15 lat zwrócił na nią uwagę 17-letni król i bez powodzenia starał się ją uwieść. Życie pałacowe rozczarowało ją. O katolicyzmie usłyszała w wieku 30 lat. Pałac nie był miejscem, gdzie można było dobrze poznać naukę katolicką. W tym czasie damy dworu przebywały stale w pałacu i tylko z bardzo ważnych powodów mogły go opuszczać, na co trudno było uzyskać zgodę. Łucja Pak Hŭi-sun była na tyle zdeterminowana, że udała chorobę i ostatecznie dostała pozwolenie na opuszczenie dworu. Jej ojciec jako nieugięty przeciwnik chrześcijaństwa nie pozwolił jej zostać w domu. W związku z tym zamieszkała u krewnych. Odrzuciła wszelki zbytek i zaczęła prowadzić prosty tryb życia. Jej przykład spowodował przyjęcie chrztu przez domowników. Mniej więcej w tym czasie jej starsza siostra Maria Pak K’ŭn-agi również zamieszkała w tym samym domu. Przyczyny jej nawrócenia na katolicyzm nie są dokładnie znane, ale prawdopodobnie miał znaczenie przykład młodszej siostry. 15 kwietnia 1839 r. siostry zostały aresztowane. Ponieważ Łucja Pak Hŭi-sun była damą dworu torturowano ją bezlitośnie. Została ścięta 24 maja 1839 r. razem z 8 innymi katolikami (Magdaleną Kim Ŏb-i, Anną Pak A-gi, Agatą Yi So-sa, Agatą Kim A-gi, Augustynem Yi Kwang-hŏn, Barbarą Han A-gi, Damianem Nam Myŏng-hyŏg i Piotrem Kwŏn Tŭg-in).

## Dzień obchodów
20 września (w grupie 103 męczenników koreańskich).

## Proces beatyfikacyjny i kanonizacyjny
Beatyfikowana 5 lipca 1925 r. przez papieża Piusa XI, kanonizowana 6 maja 1984 r. przez Jana Pawła II w grupie 103 męczenników koreańskich.